# 王室緋聞守則
《王室緋聞守則》是一部2023年美國浪漫喜剧電影，改編自凱西·麥奎斯頓的2019年同名小說。由馬修·洛佩茲執導（導演處女作）並與泰德·馬拉威爾（Ted Malawer）合作參與劇本寫作，泰勒·查克哈·佩瑞茲與尼可拉斯·葛拉辛分別飾演墜入愛河的美國總統之子及英國王子，其他配角演員包括小克里夫頓·柯林斯、莎拉·夏希、瑞秋·希爾森、史蒂芬·弗莱和鄔瑪·舒曼。劇情講述美國總統之子和英國王子間的不合可能導致美英關係破裂，兩人被迫暫時停戰並開始朝夕相處，建立了更深層次的關係。
2019年，亞馬遜工作室宣布了該片的開發，葛瑞格·貝蘭提擔任監製。洛佩茲2021年被官方宣布為導演，馬拉威爾重寫劇本草稿。選角公告於2022年6月開始，查克哈·佩瑞茲、葛拉辛和舒曼宣布加入演出，其餘大多數的演員陣容在下個月公布。電影2022年6月至8月在英國進行主要拍攝。
《王室緋聞守則》2023年7月22日在倫敦BFI IMAX首映，8月11日在Amazon Prime Video上線。電影在影評界口碑以正面居多。續集正在開發中，查克哈·佩瑞茲和葛拉辛將回歸。

## 演員
- 泰勒·查克哈·佩瑞茲飾演亞歷·克萊蒙特-迪亞茲（Alex Claremont-Diaz）
- 尼可拉斯·葛拉辛飾演亨利王子（Prince Henry）
- 小克里夫頓·柯林斯飾演參議員奧斯卡·迪亞茲（Senator Oscar Diaz）
- 莎拉·夏希飾演扎赫拉·班克斯頓（Zahra Bankston）
- 瑞秋·希爾森飾演諾拉·霍勒蘭（Nora Holleran）
- 史蒂芬·弗莱飾演詹姆斯三世國王（King James III）
- 鄔瑪·舒曼飾演愛倫·克萊蒙特（Ellen Claremont）
- 艾麗·班柏飾演比阿特麗斯公主（Princess Beatrice）
- 湯瑪斯·弗林（Thomas Flynn）飾演菲利普王子（Prince Philip）
- 馬爾科姆·阿托布拉（Malcolm Atobrah）飾演波西·奧孔喬（Percy Okonjo）
- 阿克謝·卡納（Akshay Khanna）飾演沙恩·什里維斯塔瓦（Shaan Shrivistava）
- 莎朗·D·克拉克（英语：Sharon D. Clarke）飾演英國首相
- 艾妮絲·塞斯（英语：Aneesh Sheth）飾演艾咪（Amy）
- 胡安·卡斯塔諾（Juan Castano）飾演米格·拉莫斯（Miguel Ramos）

電視主持人雷切尔·玛多和喬伊·里德飾演她們自己。原著小說作者凱西·麥奎斯頓亦在片中客串演出愛倫的演講撰稿人。

## 製作
據2019年4月的報導，亞馬遜工作室在《王室緋聞守則》的電影版權拍賣中勝出。該片交由貝蘭提-謝克特電影製作，葛瑞格·貝蘭提和莎拉·謝克特擔任監製。2021年10月，據報導，馬修·洛佩茲受聘擔任導演，泰德·馬拉威爾（Ted Malawer）重寫劇本草稿，這也是洛佩茲執導的首部影視作品。
泰勒·查克哈·佩瑞茲和尼可拉斯·葛拉辛2022年6月被官方宣布為電影的主演，分別飾演亞歷·克萊蒙特-迪亞茲（Alex Claremont-Diaz）與亨利王子（Prince Henry）。鄔瑪·舒曼被選來飾演愛倫·克萊蒙特（Ellen Claremont）。小克里夫頓·柯林斯、史蒂芬·弗莱、莎拉·夏希、瑞秋·希爾森、艾麗·班柏、艾妮絲·塞斯、波羅·莫林、艾哈邁德·埃爾哈吉（Ahmed Elhaj）和阿克謝·卡納（Akshay Khanna）也加入了演出陣容。本片同月在英國開始投入製作。2022年7月，莎朗·D·克拉克、馬爾科姆·阿托布拉（Malcolm Atobrah）和湯瑪斯·弗林（Thomas Flynn）參演電影。
《王室緋聞守則》2022年6月在英國開始進行主要拍攝工作，並於8月宣告殺青。

## 發行
《王室緋聞守則》2023年7月22日在倫敦BFI IMAX舉行全球首映，演員因2023年美國演員工會大罷工而缺席活動現場。馬修·洛佩茲是唯一出席製作的成員，但身為正在罷工的美国编剧工会一員，沒有走紅毯，也未接受採訪。
電影2023年8月11日在Amazon Prime Video上線。

## 反響
該片在匯總媒體網站爛番茄上根據104篇評論而持有77%的新鮮度，平均得分6.4／10；該網站共識：「《王室緋聞守則》既有趣又討喜，擁抱包容但又不落入刻板印象，是一部令人愉快的公式化浪漫喜劇。」而在Metacritic上根據25篇評論則獲得了62分（滿分100），代表著「普遍好評」。

## 續集
演員和電影製作人在2024年5月9日放映後的問答環節宣布拍攝續集。

## 外部連結
- 互联网电影数据库（IMDb）上《王室緋聞守則》的资料（英文）
- 爛番茄上《王室緋聞守則》的資料（英文）
- 豆瓣电影上《王室緋聞守則》的資料 （简体中文）